# Etruskisk kunst
Etruskisk kunst er den form for figurativ kunst som blev skabt af den etruskiske civilisation i det mellemste og nordlige Italien mellem 800-tallet og 100-tallet f.Kr.
I etruskernes kunst havde figurativ skulptur i terrakotta en central plads, især skulpturer som afbildninger af almindelige mennesker på sarkofager, og bronzestøbte statuer i templerne, vægmalerier i fresko og metalarbejde som graverede bronzespejle. Italiensk kunst begyndte med etruskisk kunst.
En etruskisk kunstner er kendt ved navn, Vulca fra Veii, omtalt af Plinius den ældre i hans Naturalis Historia